# Canned Heat (banda)
Canned Heat es una banda de blues rock y boogie rock formada en Los Ángeles en 1965. La importancia de este grupo no solo reside en su música basada en el blues, sino también en sus esfuerzos para reintroducir y revivir las carreras de algunos grandes bluesmen, así como sus habilidades para la improvisación.
El grupo lo lideraban Alan "Blind Owl" Wilson -"Búho Ciego"- (guitarra, armónica y voces) y Bob Hite ("The Bear" -El Oso-) (voces y armónica). Henry Vestine (alias "Sunflower" -Girasol-), exmiembro de The Mothers of Invention, de Frank Zappa, se encargaba de la guitarra. Larry Taylor ("The Mole"-El Topo-) (conocido hasta entonces como el bajista de The Monkees), era su bajo de estudio hasta que acabó uniéndose al grupo por completo durante los setenta junto con el batería Frank Cook, posteriormente se incorporó definitivamente al grupo el baterista mexicano Adolfo "Fito" de la Parra. Canned Heat cogió su nombre de "Canned Heat Blues". Esta canción de Tommy Johnson, creada en 1928, habla de un alcohólico que ha empezado a beber desesperadamente Sterno.

## Historia
Alan Wilson ayudó a redescubrir al cantante de blues Son House, acompañándole en su álbum de retorno en 1965. El grupo, que también se encontraba bien equipado, buscaba un contrato con la compañía Liberty Records, a través de la personalidad de Albert Collins, conocido bluesero.
El álbum con el que debutaron, Canned Heat, se grabó poco después de su aparición en 1967 en el Monterey Pop Festival. Adolfo de La Parra (8 de febrero de 1946, Ciudad de México) remplazó a Frank Cook en la batería para su segundo álbum, Boogie with Canned Heat. Este álbum tuvo más éxito, debido al hit «On the Road Again». En 1969 realizaron el inconsistente álbum doble Livin' the Blues. A pesar de ello, les dio un nuevo éxito, «Going Up The Country», una canción construida alrededor del tema de Henry "Ragtime Texas" Thomas de los años 20, llamado "Bull Doze Blues" (frecuentemente citado como el "Bulldozerblues"). El guitarrista Harvey Mandel reemplazó a Henry Vestine de 1969 a 1970. La banda apareció en agosto de 1969 en el ya legendario Festival de Música y Arte de Woodstock, participando en el filme y el álbum.
El siguiente año fue el punto musical culminante del grupo original. Trajeron a John Lee Hooker a grabar el álbum doble Hooker'N' Heat, en mayo de 1970. Fue el primer álbum de Hooker en figurar en las listas de popularidad, llegando a la posición 73 en febrero de 1971. Desafortunadamente, Alan Wilson murió de una sobredosis de droga en un "aparente suicidio" en septiembre de 1970, antes de la salida del álbum. Los resultados de la autopsia eran inconcluyentes y él no dejó nota o recado suicida, por lo que las circunstancias de su muerte siguen sin aclararse.
La banda tuvo otro éxito adicional con una versión nueva al tema de Wilbert Harrison «Let's Work Together».
En 1970 se unió a la banda para figurar como primera voz el hermano menor de Bob Hite, que cantaba y tocaba el bajo y colaboraba en los arreglos. Durante este periodo, grabaron One More River to Cross en Atlantic Records.
La última grabación en estudio con Bob Hite fue en 1978, dentro del álbum Human Condition, con Hite interpretando el tema principal, una vieja grabación de Alan Wilson, pero nunca fue lanzada. Una década después, en 1987, dentro del álbum Hooker 'N' Heat (Live at the Fox Venice Theater) fue regrabada y lanzada con Hite, llevando nuevamente a Hooker como invitado. Ambas grabaciones incluían la participación de Mark Skyer de la banda Chicago (banda), la interpretación en vivo fue enriquecida por la participación de Larry Taylor en el bajo (una de las cortas reuniones con el grupo), Ronnie Barron en el piano y el grupo vocal Los Chambers Brothers.
Bob Hite murió en abril de 1981. Algún tiempo después murieron Vestine (en 1997) y Richard Hite (en 2001). Hacia 1989 las trayectorias de Canned Heat y Hooker se cruzaban nuevamente. Esta vez, fue invitado en la grabación del álbum The Healer, que fue nuevamente un éxito. Adolfo de la Parra conduce regularmente a la banda, y Larry Taylor regresó en 1994 después de haber abandonado el grupo en 1970. Taylor continuó como bajista principal de refuerzo en muchos grandes eventos, incluyendo a Kim Wilson y Tom Waits, "regresando" numerosas veces para hacer participaciones y grabaciones especiales para Canned Heat.
El ex Canned Heat Harvey Mandel fue considerado para reemplazar a Mick Taylor en The Rolling Stones. Con grandes esfuerzos, consiguió aparecer en el álbum de los Stones Black and Blue. Su extenso trabajo como solista está considerado como el tema más exitoso del proyecto: "Hot Stuff". Mandel continuó grabando, y realizando él mismo álbumes, y en 2004 grabó una canción escrita por el cofundador del sitio web MP3.com, Rod Underhill, un músico y abogado que participó activamente como director musical del proyecto original MP3.com. Mandel regularmente efectúa grabaciones y giras con el "Chicago Blues Reunion", junto a Nick Gravenites, Barry Goldberg, Tracy Nelson, Sam Lay y Corky Siegel.

## Colaboraciones
Canned Heat ha colaborado con muchos artistas de blues, grabando y ayudando a recuperar notoriedad. Los nombres notables incluyen:
- John Lee Hooker - En mayo de 1970, Canned Heat apoyó a John Lee Hooker en el álbum Hooker 'n Heat lanzado a principios de 1971. En 1978, una actuación conjunta fue grabada en vivo y lanzada como Hooker' n Heat, live in the Fox Venice Theatre ). En 1989 participaron en el mítico álbum de John Lee Hooker, The Healer.
- Sunnyland Slim' - En la primavera de 1968, Wilson, Bob Hite y de la Parra tomaron un taxi cuyo chofer resultó ser Sunnyland Slim. Wilson y Hite lo convencieron para ir al estudio otra vez y grabar un álbum para el sello Liberty. El álbum, Slim's Got His Thing Goin contiene temas destacados con Slim acompañado de Canned Heat y Hite actuó como coproductor. Slim se lo agradeció tocando el piano en "Turpentine Moan" para el álbum Boogie with Canned Heat.
- Memphis Slim - En París, el 18 de septiembre de 1970, Canned Heat entró en el estudio a petición del productor musical francés Phillipe Rault para grabar con Memphis Slim. Tres años más tarde y después de una sesión de overdubbing con Memphis Horns de Stax Records, Memphis Heat finalmente fue lanzado en la etiqueta francesa, Barclay (y fue relanzado en 2006 en Sunnyside Recordings).
- Clarence "Gatemouth" Brown - En 1973, Canned Heat fue de nuevo en Francia para grabar para Rault, esta vez con Clarence "Gatemouth" Brown. Las sesiones no funcionaron como estaba previsto, pero el álbum fue lanzado como Gate's on the Heat y otra canción apareció en 1975 en su álbum Down South in the Bayou Country. Más tarde se unieron a él para un set en el Montreux Jazz Festival. Se estrenó un DVD de la actuación.
- Javier Batiz - Durante el verano de 1969, de La Parra organizó en Los Ángeles una sesión de grabación para la estrella mexicana de R & B, Javier Batiz, con la que había tocado antes de trasladarse al norte y unirse a Canned Heat. Su compañero de banda Larry Taylor participó en el proyecto y también tres músicos que en años posteriores tocarían con la banda: Tony de la Barreda (bajo), Ernest Lane (piano) y Clifford Solomon (saxofón). La grabación fue lanzada unos 30 años después como The USA Sessions.
- Albert Collins - A principios de 1969, Canned Heat se reunió con Collins después de un concierto y le aconsejó que se trasladara a L.A. con el fin de impulsar su carrera. Allí le encontraron un agente y lo presentaron a ejecutivos para UA. En agradecimiento, el primer título discográfico de Collins para la UA se convirtió en Love Can Be Been Anywhere, tomado de la letra de "Fried Hockey Boogie".
- Henry Vestine - Un proyecto de grabación de 1981 se ha lanzado más de veinte años más tarde bajo el nombre de Vestine como I Used To Be Mad (but Now I am Half Crazy). Los músicos del álbum son los miembros de Canned Heat en ese momento: Vestine (guitarra), Mike Halby (voz, guitarra), Ernie Rodrigues (voz, bajo), Ricky Kellogg (voz, armónica) y de La Parra.
- De la Parra y Walter de Paduwa, también conocido como Dr. Boogie, han recopilado un álbum de blues seleccionado de la colección Rarities from the Bob Hite Vault, Sub Rosa SRV 271. Están incluidas las pistas de una docena de artistas como Pete Johnson, Johnny Otis, Clarence Brown, Otis Rush, Etta James y Elmore James.
- Naftalina - En 1983, Fito de la Parra, junto con algunos viejos amigos y grupos mexicanos de rock con los que tocó en los años 60, como Los Sparks, Los Hooligans y Los Sinners, tocaron el primer álbum de Naftalina, covers of rock n roll 50 y 60, versiones llenas de humor negro y sarcasmo. Participaban Tony de la Barreda (bajo y producción), Federico Arana (guitarra y letras), Eduardo Toral (piano), Baltasar Mena (voz), Renato López (voz) Ángel Miranda (batería), Freddy Armstrong (guitarra), Guillermo Briseño (piano) y Adolfo de la Parra (batería).

## Discografía
- 1967 – Canned Heat, Liberty Records, USA
- 1968 – Boogie with Canned Heat, Liberty
- 1969 – Living the Blues [Akarma], Liberty
- 1969 – Hallelujah, Liberty
- 1969 – Canned Heat Cookbook, Liberty
- 1970 - Vintage (grabado en 1966 pero lanzado en 1970)
- 1970 – Future Blues, Liberty
- 1970 – Live In Europe, Liberty
- 1970 – Hooker 'N' Heat, Liberty LP, CD EMI
- 1972 – The Best of Canned Heat, 1990 CD, EMI/Capitol
- 1978 – Human Condition, Takoma/Sonet
- 1978 – Hooker 'N Heat, (Live At The Fox Venice Theatre) w/ John Lee Hooker, Tomato, 1987 CD, WEA/Atlantic/Rhino
- 1987 - Boogie Up The Country
- 1988 – Reheated
- 1989 – Let's Work Together: The Best of Canned Heat, EMI
- 1989 - On the Road Again
- 1994 – Uncanned! The Best of Canned Heat, EMI/Capitol
- 1996 – Best of Hooker 'N' Heat, EMI E2-38207 (selected cuts from the 1970 double álbum)
- 1998 - House Of Blue Lights
- 1999 – Boogie 2000, Ruf Records
- 1999 – Blues Band, Ruf Records
- 2000 – The Boogie House Tapes, Ruf Records
- 2003 – Friends in the Can, Ruf Records
- 2004 – The Boogie House Tapes, Volume 2, Ruf Records
- 2007 - Christmas Album